# Combretum violaceum
Combretum violaceum är en tvåhjärtbladig växtart som först beskrevs av Louis René Tulasne, och fick sitt nu gällande namn av C.C.H. Jongkind. Combretum violaceum ingår i släktet Combretum och familjen Combretaceae. Inga underarter finns listade i Catalogue of Life.